# Pietro Aretino
Pietro Aretino (Arezzói Péter) (Arezzo, 1492. április 20. – Velence, 1556. október 21.) itáliai reneszánsz író és költő. Színdarabok és vallásos tárgyú könyvek mellett nagy számban írt irodalmilag és kultúrtörténetileg is jelentős leveleket. Ezen kívül Marcantonio Raimondi erotikus újságja, az I Modi számára érzéki, szerelmi szonetteket szerzett. Aretino azon tehetséges emberek közé tartozott, akik az udvari társaságban saját szellemi teljesítményük alapján emelkedtek fel, és mégis függetlenek maradtak. Utolsó könyveinek címoldalán „Pietro Aretino, az Isten kegyelméből szabad férfi”-nek nevezte magát.

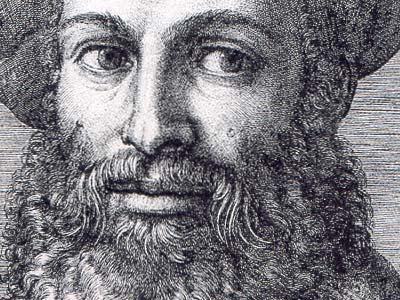
Pietro Aretino

## Életrajza

### Fiatalsága
Apja, Luca del Tora cipész volt Arezzóban. Anyját Margherita (Tita) Boncinak hívták. Aretino valószínűleg szégyellte származását, mivel apja nevét nem akarta használni, sőt saját bevallása szerint egy nemes ember fia volt, s ezért ellenségei törvénytelen származásúnak is gúnyolták. Fiatalkoráról nincsenek biztos adatok. Nyilvánvalóan nem részesült jó iskolai képzésben és nem oktatták a latin nyelv ismeretére. 14 évesen, 1506-ban elhagyta családját, és Perugiában valószínűleg festészetet tanult. Bejárt a helyi egyetemre is, ott szerezte első irodalmi műveit.

### Róma, Mantova
1517 táján Rómába ment, ahol egyik pártfogója, a bankár Agostino Chigi közvetítésével Giulio de’Medici kardinális mellett kapott állást, akinek a segítségével bejutott X. Leó pápához is. Az 1521. évi konklávé ideje alatt írta első hírhedt és félelmetes gúnyversét, melyet a római Piazza Navona közelében álló Pasquino-szoborra tűzött ki, ahová egyébként az egyetemisták is szokták névtelen alkotásaikat. A maró hangú, a közállapotokat és a pápai udvart kritizáló vers ezért a Pasquinate címet kapta. Ennek és más hasonló témájú és hangvételű írása nyomán növekvő népszerűségre, de ugyanakkor számos ellenségre tett szert. 
1522-ben a jámbor és szigorú erkölcsű VI. Adorján került a pápai trónra. Ennek következtében Aretinónak Rómától messze kellett új mecénások után néznie. Szerencséjére már 1523-ban régi támogatója, Giulio de’Medici lett a pápa VII. Kelemen néven, s így Aretino is visszatért Rómába. Szerzőként első, valóban nagy sikerét 1525-ben aratta obszcén szonettjei (sonetti lussuriosi) kiadásával, amelyeket Giulio Romano rajzai nyomán Marcantonio Raimondi által készített rézmetszetekhez írt. Aretinót mindenekelőtt a pápa patronáltjának tartották. De az írásaival megsértett „áldozatok” részéről több ízben érte halálos fenyegetés, és 1525 júliusában Achille della Volta egy sikertelen merényletet is elkövetett ellene. Ezek után Aretino örökre elhagyta Rómát és Mantovába ment, ahol bekerült II. Federico Gonzaga és Giovanni de’Medici környezetébe. Innen 1527-ben költözött végleg Velencébe. Állítólag Gonzaga, hogy a testvére részére a kardinális választáson biztosítsa a pápa jóindulatát, merényletet tervezett Aretino ellen, s ezért kellett ennek menekülnie.

### Velence

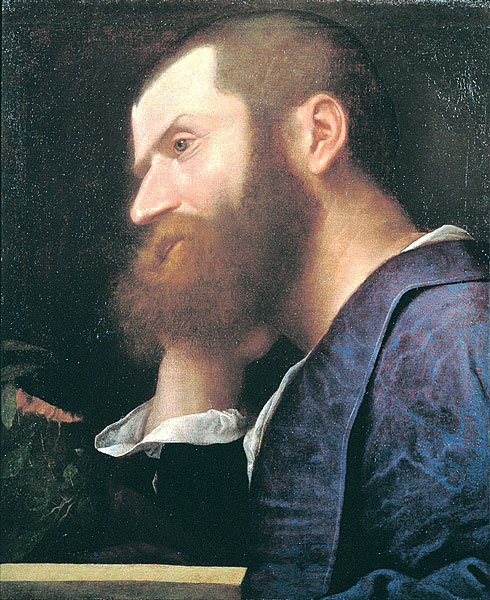
Tiziano első portréja Aretinóról

Itt gyorsan bejáratos lett a város legfelső köreibe és élvezte Andrea Gritti dózse pártfogását. A művészek közül barátságot kötött Tizianóval, Sebastiano del Piombóval és Sansovinóval. A 16. század eleji Velencében ideálisak voltak a feltételek Aretino irodalmi tevékenysége számára. Művei és levelei gyorsan és széles körben terjedtek, melyek gúnyos hangvétele miatt belekeveredett a különböző köztársaságok és államok politikai ügyeibe, s kapcsolatba került mind a német-római császárral, mind a francia királlyal.
Ekkoriban már olyan hírnévre tett szert, hogy I. Ferenc francia király és V. Károly német-római császár is igyekezett ajándékokkal megszerezni a jóindulatát abban a reményben, hogy Aretino ennek fejében írásaival a lehető legnagyobb kárt okozza a politikai ellenfélnek. Aretino lényegében irodalmi szolgálatait mindig annak adta el, aki a legtöbbet fizette, „condottiere della penna”, azaz a „toll zsoldosa” lett. Életének ebben a korszakában már gazdag volt, nem vetette meg a világi örömöket sem, de nagyszámú ellensége mellett immár hízelgőinek száma is megnőtt. Írásai, amelyek a hízelkedések, a célzott leleplezések, szidalmazások, bújtatott és nyílt fenyegetések – melyeket alkalmanként tettlegesség követett – keverékét képezték, egész Itáliában olvasottak voltak. 1535-től műveit a „Veritas odium parit” (Az igazság gyűlöletet kelt.) mottóval látta el. Velencében szívesen neveztette magát „Divus Petrus Aretinus, flagellum principum”-nak, vagyis az „Isteni Pietro Aretino, a fejedelmek ostorá”-nak.
Michelangelónak írt leveléből ismert, hogy a Sixtus-kápolna oltárfestményei teológiai koncepciójának megalkotásához tanácsadónak ajánlkozott. S amikor ezt Michelangelo visszautasította, a sértődött Aretino erre homoszexualitással vádolta meg a művészt.
Leveleit egy könyvben összegyűjtve 1538-ban adta ki, s ez olyan sikeres volt, hogy egy év alatt tíz újranyomást ért meg. Emellett számos szatírát, polémiát és színdarabot írt.
1550–51-ben III. Gyula pápát dicsőítő művet írt egy bíborosi kalap elnyerésének reményében, de csalatkoznia kellett. 
1556. október 21-én halt meg Velencében, valószínűleg gutaütésben. A legenda szerint azonban állítólag annyira nevetett valamin, hogy leesett a székről és nyakát törte.
Halála után művei a IV. Pál pápa által elsőként elrendelt „Index Librorum Prohibitorum”-ra, azaz a tiltott könyvek listájára kerültek.

## Irodalmi munkássága

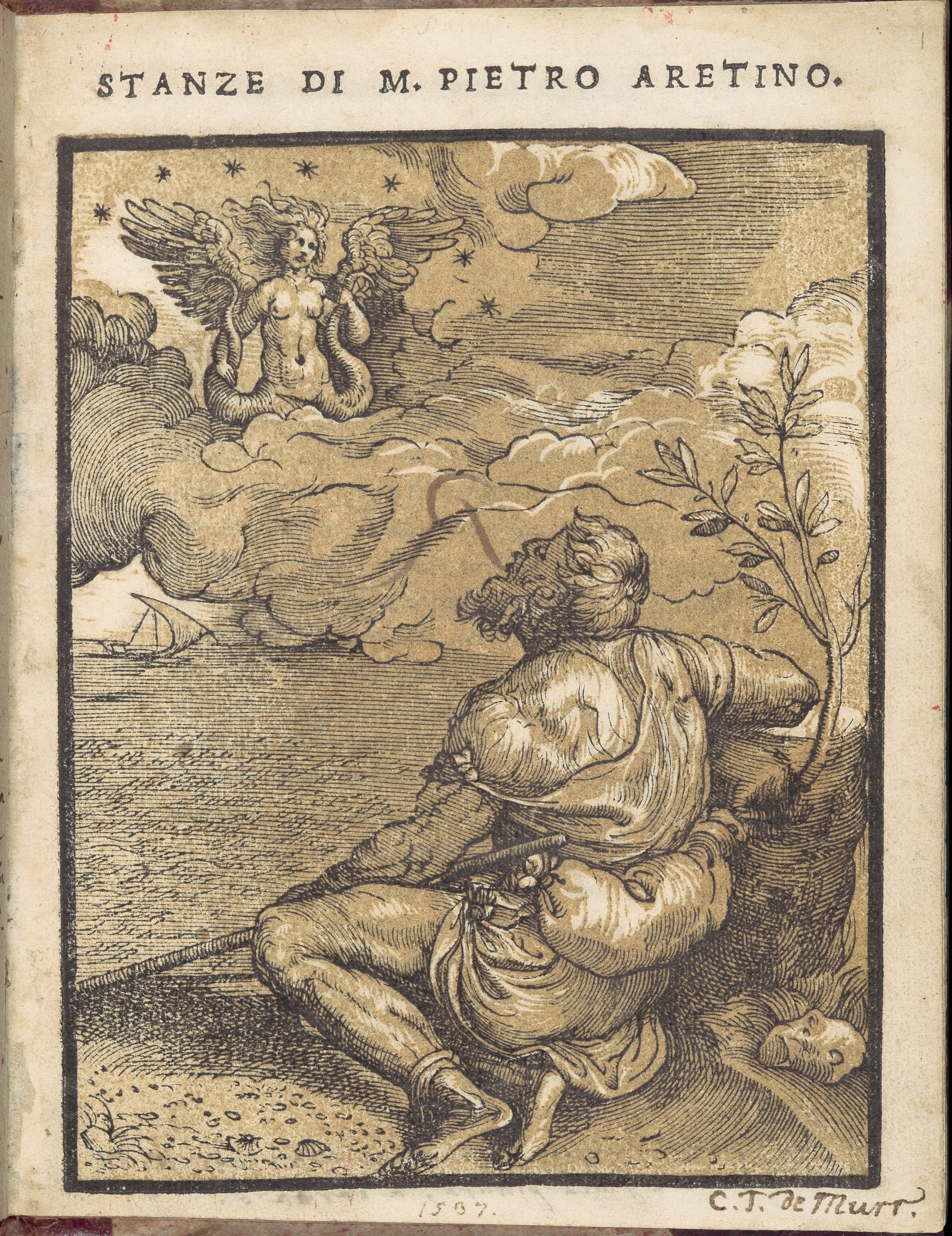
Stanze di M. Pietro Aretino, 1537

Aretino már Perugiában megírta első verseit, amelyeket 1512–13-ban adtak ki nyomtatásban. Ezek canzonek az akkoriban kedvelt Petrarca-stílusban, amit Aretino később oly nagyon kigúnyolt és parodizált. E költemények Rómában nagyon jó ajánló levélnek bizonyultak a számára az udvari körökben. 1525 körül jelentetett meg három, VII. Kelemen pápát dicsőítő canzonet. 
1524 és 1525 között jelentek meg az úgynevezett sonetti lussuriosi írásai, melyek után a pornográf irodalom klasszikusa lett. Ezeket a szonetteket Giulio Romano rajzaihoz írta, amelyekből aztán Marcantonio Raimondi készített rézkarcokat. A szonettekben a testi szerelmet Aretino naturális pontossággal, durvasággal és primitívséggel ábrázolta. Későbbi erotikus írásainak rafinériája, humora és eleganciája itt még messze nem mutatkozik meg.
1525-től kezdett foglalkozni Baldassare Castiglione „Il cortegiano” (Az udvari ember) című könyve alapján egy komédia megírásával, melynek a „La cortigiana” (A kurtizán) címet adta. A darab a sienai Messer Maco kalandjáról szól, aki Rómába utazik, hogy kardinális legyen. Ám ott beleszeret egy nőbe, de rá kell jönnie, hogy csak mint udvari ember van esélye. Ezért egy csalótól vesz tanórákat, aki az udvaroncok erényeire oktatja. Tehát megtanul csalni, hazudni és órákat ül a tükör előtt. A műnek „az a legfőbb érdeme, hogy kora társadalmát előítéletek nélkül állítja pellengérre, humora élesszemű és szabadszájú.” Aretino egyidejűleg a darabban kritika alá vonja az uralkodó irodalmi és filozófiai divatáramlatokat, mint a platonizmus és a petrarkizmus.
1533 és 1536 között írta meg a „Ragionamenti” (Beszélgetések) két változatát, amelyekben hetérák beszélgetnek. A mű alcíme: A hetérák tudománya, vagy hogyan oktatta ki Nanna, a híres kurtizán leányát, Pippát a szerelem művészetére. A két prostituált, Nanna és Antonia a jövőről és Nanna leányának helyes életmódjáról társalog. Nanna, aki életében már apáca, feleség és szajha is volt, a párbeszéd során arra a következtetésre jut, hogy egy nő képességei és adottságai csak egy szajha életében tudnak teljesen kibontakozni, csak így adódik meg számára az optimális lehetőség a társadalmi életben való részvételre. De a legfontosabb, hogy ne szeressen bele a férfiakba és ne engedje magát becsapni és kihasználni. Aretino a Ragionamentiben parodizálja korának felfogását az erényről és gúnyolódik a nő idealizálásán, ahogy az Petrarca nyomán az itáliai irodalomban szokásos volt. A műből nyilvánossá lett Velence számos kiválóságának erkölcsi elbukása is.
A Ragionamentivel nagyjából egyidőben dolgozott Aretino az „Il Marescalco” (Az udvarmester) című vígjátékon, melyben mecénása a mantovai herceg személyesen mint „deus ex machina” lép fel. A komédiában egy homoszexuális udvaroncról van szó, aki semmi esetre sem akar megházasodni, s akinek a házasság előnyeit különböző oldalakról komikus módon adják elő. A menyasszony, akivel a herceg összeboronálja, végül is örvendetes módon egy csinos ifjú.
Aretino a későbbiekben több vallásos témájú művet jelentetett meg. Így egy Jézus szenvedéstörténetet és Dávid hét bűnbánó zsoltárát, s ugyanígy Szűz Mária, Szent Katalin és Aquinói Szent Tamás életének történetét. A két utóbbit a császári helytartó, del Vasto megrendelésére.
1542 és 1546 között két komédiája és egyetlen tragédiája, az „Orazio” került kiadásra.

### A levelek
Aretino 1538-ban jelentette meg a több mint háromezer levélből álló hatkötetes gyűjteményét egyetlen könyvben. A levelek korábban már egyenként nyomtatásban hozzáférhetőek voltak. A kiadó Aretino barátja, a nyomdász Francesco Marcolini volt, aki már Aretino néhány verseskötetét is kiadta. Ezek a levelek már nem latinul íródtak, mint a humanistáké, hanem népnyelven. A kor nagyjaival folytatott levelezés dokumentálja az Itáliában végbement mélyreható társadalmi változást, amelyet feszültségek, a Francia Királyság és a német-római császárság közötti háborús konfliktusok, a németországi reformáció következtében fellépő politikai szembenállás és az itáliai udvarok korábbi hatalmi egyensúlyának megbomlása nyomán egy általános destabilizáció jellemeztek. A levelek a szerző leplezetlen, elfogulatlan és hébe-hóba cinikus látásmódjával, a politikai eseményekben, a művészetben és az irodalomban, valamint a pletykálkodásban és mindenféle intrikában való élénk és elkötelezett részvételén keresztül a kor színes képét mutatják meg. Aretino, ahogy a könyveire nyomtatott mottóban írta, az „igazság” elkötelezettjének érezte és függetlennek, szabadnak tekintette magát egy olyan politikai rendszerben, ami az egyént gazdasági, politikai és szellemi függőségben tartotta.

## Magyarul
- A hetérák tudománya, vagy Hogyan oktatta ki Nanna, a hires kurtizán, lányát, Pippát, a szerelem művészetére; Hellas, Bécs, 1921
- Pietro Aretino válogatott írásai; vál., ford., bev., jegyz. Koltay-Kastner Jenő; Gondolat, Budapest, 1959 (Európai antológia. Reneszánsz sorozat)
- Beszélgetések / Az apácák élete / A hetérák tudománya; Littera, Pécs, 1990
- Beszélgetések, avagy A Hat nap; ford. Simon Gyula; Eötvös, Budapest, 2002 (Eötvös klasszikusok)

## Fordítás
- Ez a szócikk részben vagy egészben  a   Pietro Aretino című német Wikipédia-szócikk ezen változatának fordításán alapul.  Az eredeti cikk szerkesztőit annak laptörténete sorolja fel. Ez a jelzés csupán a megfogalmazás eredetét és a szerzői jogokat jelzi, nem szolgál a cikkben szereplő információk forrásmegjelöléseként.